# Samsung Galaxy Grand
Il Samsung Galaxy Grand (GT-i9080 codice prodotto per il mercato) è uno smartphone prodotto da Samsung annunciato il 18 dicembre 2012 e messo in vendita nel mese di febbraio. Disponibile in 2 varianti di colore tra cui Elegant White e Metallic Blue.

## Varianti e altri modelli

### Galaxy Grand Duos
Sempre nello stesso periodo, Samsung annuncia l'uscita in alcuni paesi europei della versione dual SIM del Samsung Galaxy Grand, il Samsung Galaxy Grand Duos GT-i9082. L'estetica dello smartphone è la stessa del Galaxy Grand ma, a differenza del predecessore, è dotato di uno slot per inserire ed utilizzare, in modalità Dual Sim-Dual Standby, due SIM, sia di operatori identici che di operatori diversi.

## Dettagli
Le nuove caratteristiche che Samsung ha introdotto includono: Smart Stay (lo schermo rimane acceso se l'utente lo guarda, altrimenti va in sleep mode), Direct Call (chiama il numero di telefono del messaggio SMS sullo schermo soltanto avvicinando il telefono all'orecchio), Pop Up Play (permette di guardare un video in sovra impressione con altre attività), S Voice, Group Cast, caricamento senza fili, nuovo lettore MP3. Esiste la versione 8GB e tramite una microSDHC si possono aggiungere altri 64GB arrivando quindi ad un potenziale massimo di 72GB. Per i possessori, Dropbox offre 50GB di spazio per due anni. Lo schermo usato è un Corning Gorilla Glass 2.